# هاملت بارينتوس
هاملت بارينتوس (بالإسبانية: Hamlet Barrientos)‏ هو مدرب كرة قدم ولاعب كرة قدم بوليفي في مركز حراسة المرمى، ولد في 9 يناير 1978 في لاباز في بوليفيا. شارك مع منتخب بوليفيا لكرة القدم. أما مع النوادي، فقد لعب مع ذي سترونغيست ونادي خورخي ويلسترمان ونادي ريال بوتوسي ونادي سان خوسيه.

## وصلات خارجية
- هاملت بارينتوس على موقع قاعدة بيانات كرة القدم.إي يو (الإنجليزية)
- هاملت بارينتوس على موقع عالم كرة القدم.نت (الإنجليزية)